# 訥內什蒂鄉
45°31′N 27°27′E / 45.517°N 27.450°E
訥內什蒂鄉（羅馬尼亞語：Comuna Nănești, Vrancea），是羅馬尼亞的鄉份，位於該國東部，由弗朗恰縣負責管轄，面積50平方公里，海拔高度13米，2002年人口2,465，人口密度每平方公里50人。